# 高氯酸钬
高氯酸钬是一种无机化合物，化学式为Ho(ClO4)3，它的水溶液存在[Ho(H2O)8]3+。

## 制备及反应
高氯酸钬可由氧化钬和6 mol/L高氯酸溶液反应制得。它的水合物和六氧化二氯反应，可以得到无水物。
它和硝酸银、2,2'-联苯二甲酸（H2BPDC）、异烟酸（HIN）在水中（NaOH调节pH）进行水热反应，可以得到粉色的[Ho2Ag(IN)2(BPDC)2(H2O)2]·(NO3)·2H2O晶体。